# Крупливник
Крупливник (словен. Kruplivnik, мађ. Vaskorpád) је насељено место у општини Град, Помурска регија, Словенија.

## Историја
До територијалне реорганизације у Словенији био је у саставу старе општине Мурска Собота.

## Становништво
У попису становништва из 2011. године, Крупливник је имао 208 становника.
| Број становника према пописима | Број становника према пописима | Број становника према пописима |
| ------------------------------ | ------------------------------ | ------------------------------ |
| 1991                           | 2002                           | 2011                           |
| 257                            | 199                            | 208                            |